# Charles Verlat

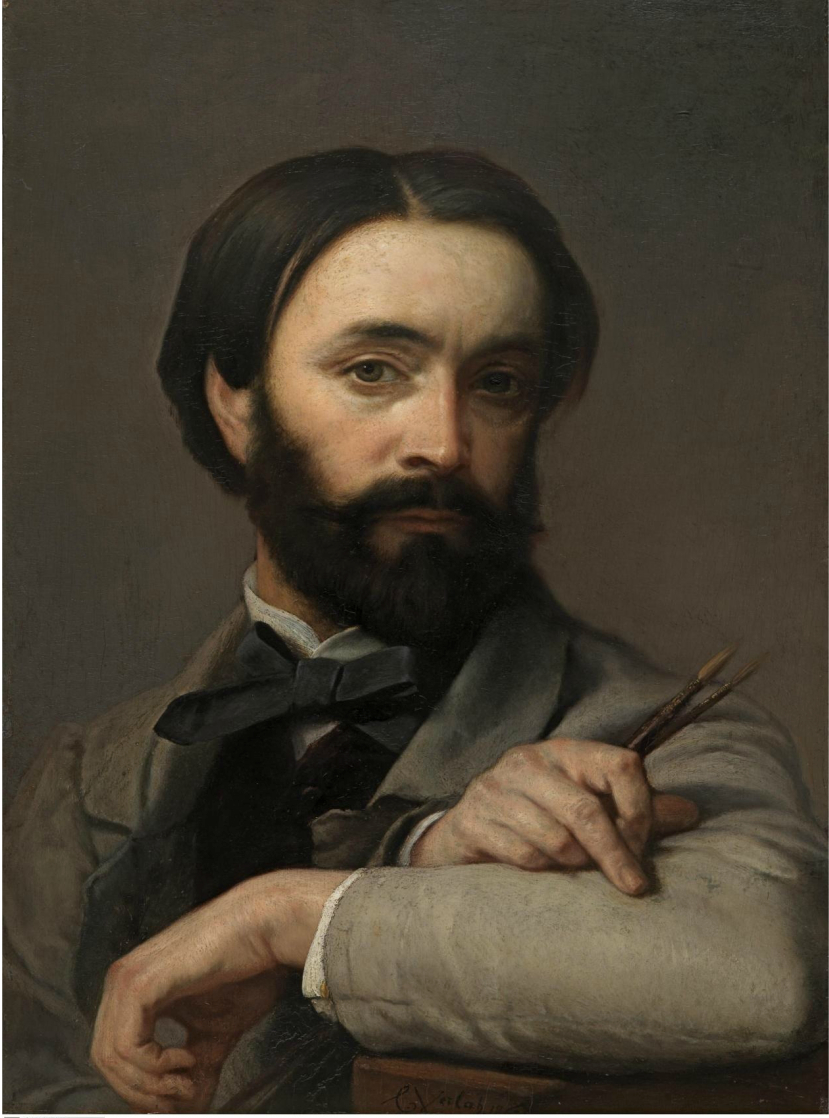
Charles Verlat, Autoritratto Museo reale di belle arti di Anversa

Charles Verlat (Anversa, 25 novembre 1824 – Anversa, 23 ottobre 1890) è stato un pittore, docente e incisore belga, esponente del realismo pittorico.

## Biografia
Michel Marie Charles Verlat si formò all'Accademia di belle arti di Anversa, sotto la guida di Nicaise de Keyser. Attratto dal realismo pittorico, si specializzò come nei soggetti storici e come animaista e si fece notare nel 1842, per la tela Pipino il Breve uccide un leone. Si trasferì nel 1849 a Parigi, dove fu accolto nell'atelier di Ary Scheffer. Fu premiato con una medaglia, all'Esposizione universale di Parigi del 1855, per il dipinto Tigre che attacca bufali. Nel 1858, al Salon de Paris espose Sgobbata del cavallo. Rimase a Parigi fino al 1868, stringendo legami di amicizia con il pittore neoclassico della scuola di Lione Hippolyte Flandrin, con Thomas Couture, nel cui atelier di formavano giovani talenti, in particolare con Gustave Courbet, il più noto esponente francese del movimento realista in pittura. Per il dipinto Madonna, presentato al Salon de Paris del 1867, Charles Verlat ottenne l'onorificenza di cavaliere della Legion d'onore.

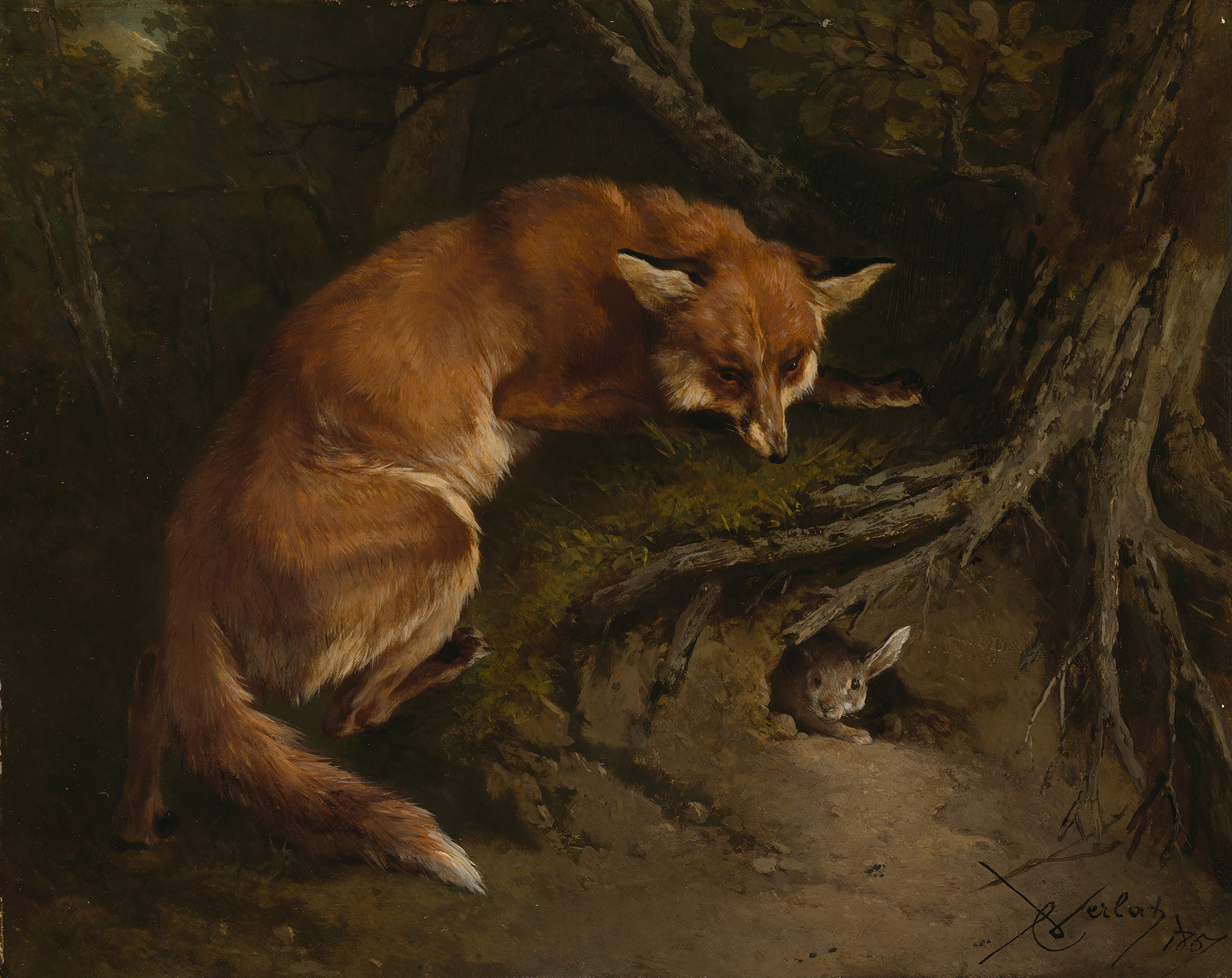
Charles Verlat, Volpe e coniglio, 1857, Rijksmuseum Amsterdam

Su presentazione del granduca Carlo Alessandro di Sassonia-Weimar-Eisenach, nel 1869 fu chiamato a dirigere la Scuola di belle arti di Weimar. Insegnarono nella stessa scuola altri pittori belgi, tra cui Alexandre Struys, Willem Linnig il Giovane e Ferdinand Pauwels.
Charles Verlat si caratterizzò anche come ritrattista ed eseguì ritratti di esponenti dell'aristocrazia belga e anche di Franz Liszt. Il suo ultimo viaggio d'istruzione lo svolse fra il 1875 e il 1877, in Medio Oriente. Visitò in quel periodo l'Egitto, la Palestina, infine la Siria, dove si fermò due anni. Da questa lunga esperienza tornò in patria con disegni e con tele e si fece conoscere anche come pittore orientalista.
Nel 1877 fu scelto come professore di pittura all'Accademia reale di belle arti di Anversa, di cui fu nominato direttore nel 1885. Tra i suoi allievi, Frank Bramley ed Evert Larock.

## Altre opere
- Trattato di San Stefano
- Goffredo di Buglione  assedia Gerusalemme, Museo reale delle belle arti del Belgio (Bruxelles)
- Battaglia di Waterloo, olio su tela, 122x10 m.[1]

Sue opere si conservano anche al Letterenhuis di Anversa.

## Galleria d'immagini

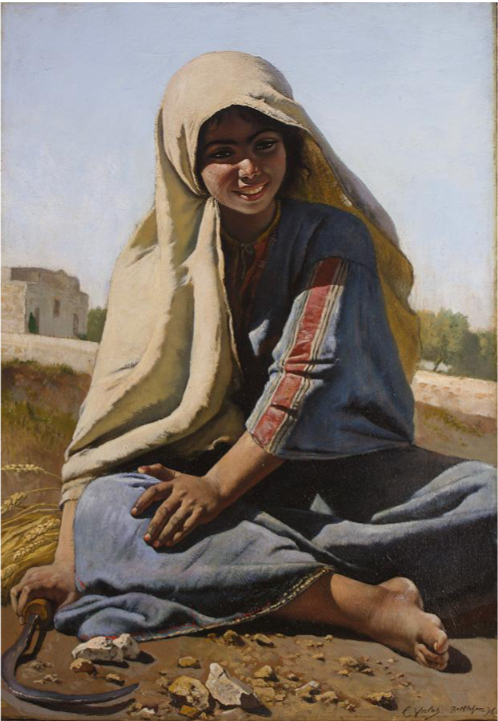
Ragazza a Betlemme
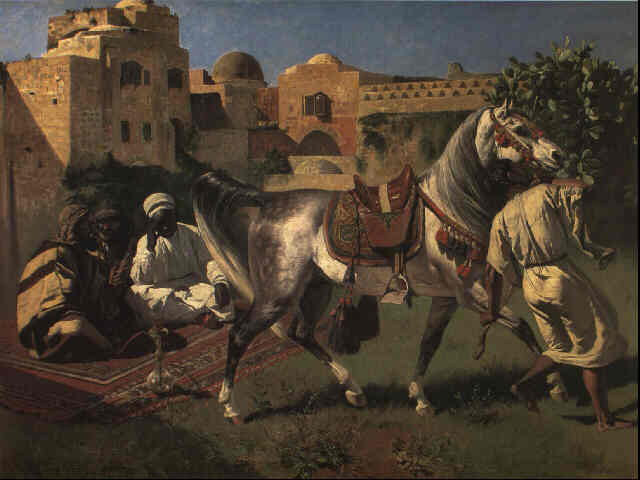
Cavallo arabo a Gerusalemme
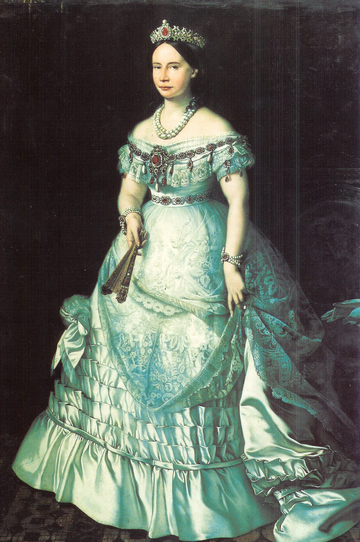
Principessa Sofia d'Orange-Nassau, Castello di Weimar
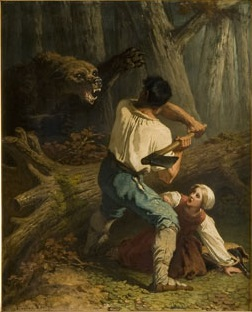
Battaglia fra la vita e la morte, Rijksmuseum (Amsterdam)
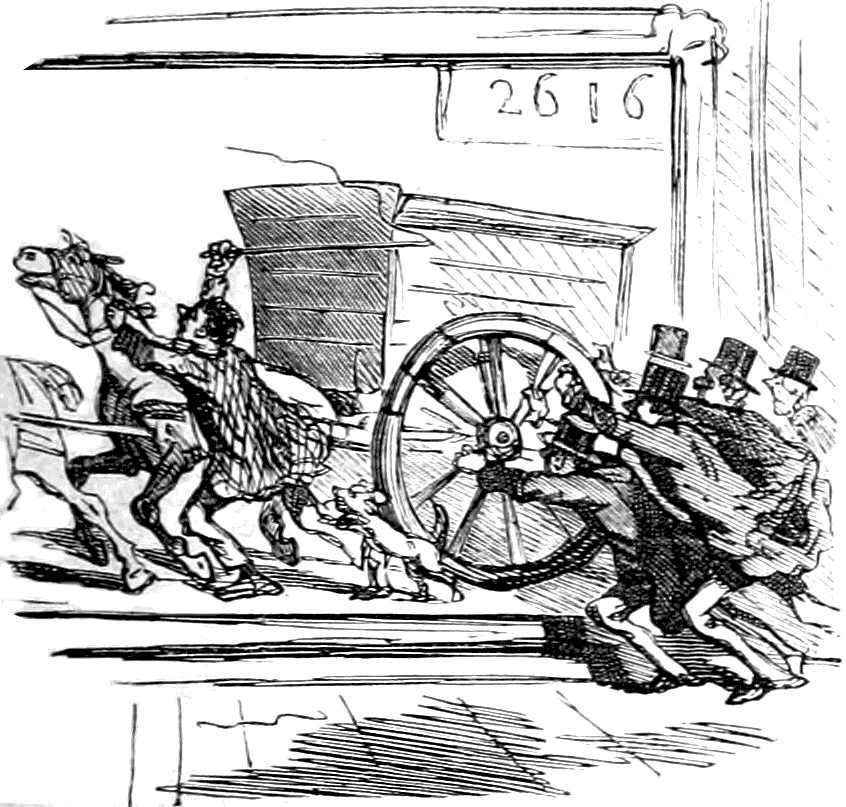
Vignetta del Charivari, 1858